# العلاقات الفرنسية الليسوتوية
العلاقات الفرنسية الليسوتوية هي العلاقات الثنائية التي تجمع بين فرنسا وليسوتو.

## مقارنة بين البلدين
هذه مقارنة عامة ومرجعية للدولتين:
| وجه المقارنة                                              | فرنسا                                                    | ليسوتو                      |
| --------------------------------------------------------- | -------------------------------------------------------- | --------------------------- |
| المساحة (كم2)                                             | 643.80 ألف                                               | 32.96 ألف                   |
| عدد السكان (نسمة)                                         | 67.12 مليون                                              | 2.23 مليون                  |
| الكثافة السكانية (ن./كم²)                                 | 104.26                                                   | 67.66                       |
| العاصمة                                                   | باريس                                                    | ماسيرو                      |
| اللغة الرسمية                                             | لغة فرنسية                                               | لغة إنجليزية، اللغة السوتية |
| العملة                                                    | يورو، فرنك س ف ب، فرنك فرنسي، Livre tournois ‏            | لوتي ليسوتو                 |
| الناتج المحلي الإجمالي (بليون دولار)                      | 2.58 تريليون                                             | 2.64 مليار                  |
| الناتج المحلي الإجمالي (تعادل القوة الشرائية) بليون دولار | 2.87 تريليون                                             | 6.30 مليار                  |
| الناتج المحلي الإجمالي الاسمي للفرد دولار أمريكي          | 36.20 ألف                                                | 1.07 ألف                    |
| الناتج المحلي الإجمالي للفرد دولار أمريكي                 | 39.33 ألف                                                | 2.64 ألف                    |
| مؤشر التنمية البشرية                                      | 0.888                                                    | 0.497                       |
| رمز المكالمات الدولي                                      | +33                                                      | +266                        |
| رمز الإنترنت                                              | .fr، .bzh ‏، .tf، .re، .wf، .yt، .pm، .paris              | .ls                         |
| المنطقة الزمنية                                           | أوروبا/باريس ‏، توقيت وسط أوروبا، توقيت وسط أوروبا الصيفي | ت ع م+02:00                 |

## منظمات دولية مشتركة
يشترك البلدان في عضوية مجموعة من المنظمات الدولية، منها:
| علم المنظمة | اسم المنظمة                               | تاريخ انضمام فرنسا | تاريخ انضمام ليسوتو |
| ----------- | ----------------------------------------- | ------------------ | ------------------- |
|             | مؤسسة التنمية الدولية                     | 30 ديسمبر 1960     | 19 سبتمبر 1968      |
|             | يونسكو                                    | 4 نوفمبر 1946      | 29 سبتمبر 1967      |
|             | وكالة ضمان الاستثمار متعدد الأطراف        | 28 ديسمبر 1989     | 12 أبريل 1988       |
|             | الأمم المتحدة                             | 24 أكتوبر 1945     | 17 أكتوبر 1966      |
|             | الاتحاد البريدي العالمي                   | ?                  | ?                   |
|             | البنك الدولي للإنشاء والتعمير             | 27 ديسمبر 1945     | 25 يوليو 1968       |
|             | الاتحاد الدولي للاتصالات                  | 1866               | 26 مايو 1967        |
|             | منظمة حظر الأسلحة الكيميائية              | ?                  | ?                   |
|             | مؤسسة التمويل الدولية                     | 20 يوليو 1956      | 29 سبتمبر 1972      |
|             | المركز الدولي لتسوية المنازعات الاستشارية | 20 سبتمبر 1967     | 7 أغسطس 1969        |
|             | منظمة التجارة العالمية                    | 1995               | ?                   |
|             | منظمة الشرطة الجنائية الدولية             | ?                  | ?                   |
|             | البنك الإفريقي للتنمية                    | ?                  | ?                   |

## وصلات خارجية
- موقع وزارة الخارجية الفرنسية
- موقع وزارة الخارجية الليسوتوية